# 布萊克費斯角
布萊克費斯角（英語：Blackface Point），是南極洲的海岬，位於葛拉漢地的鮑曼海岸，處於弗里曼角西北面6公里，由美國研究隊拍攝照片，現時由南極條約體系管理。